# Oxyothespis dumonti
Oxyothespis dumonti es una especie de mantis de la familia Mantidae.

## Distribución geográfica
Se encuentra en Túnez.